# ابوالهذیل علاف
ابولهذیل علاف احتمالاً نخستین متفکر و متکلم مسلمان است که از طریق مطالعه ترجمه‌های عربی آثار فیلسوفان یونان از اصول و قواعد فلسفه آگاهی یافته و در مسائل فلسفی عصرش غور کرده و با تألیف کتاب و رساله به لقب «فیلسوف معتزله» مشهور شده‌است.

## زندگی
ابوالهذیل محمد بن هذیل بن عبدالله معروف به علاف معتزلی، زادروز او در منابع مختلف از ۱۳۱ تا ۱۳۵ ه‍. ق؛ و درگذشت او از ۲۲۶ تا ۲۳۵ ه‍.ق آمده‌است.

متکلم و از بزرگان علمای معتزله می‌باشد که در سال ۱۳۵ هجری قمری در دوران خلفای بنی عباس در بغداد متولد شد. برخی از دانش‌ها را در شهر بغداد نزد یک نفر از شاگردان واصل بن عطا آموخت. در علم کلام استاد بصریان شد. در مذهب اعتزال، در مقالات و مجالس و مناظره با اهل ادیان و مذاهب، مشهور بود. از همین رو، در سال ۲۰۴ هجری قمری، مأمون خلیفه عباسی، او و نظام را به دربار خود دعوت کرد تا با مخالفین مناظره کنند. ابوالهذیل که بسیار قوی‌اللهجه و در استدلال‌ها، خوش بیان و چالاک بود، با آنها مناظره و آنها را محکوم کرد. از جمله تالیفات او کتابی است مشهور بنام میلاس. میلاس احتمالاً شخصی اهل آیین زرتشت بوده که در مناظره‌ای که با ابوالهذیل داشت، جماعتی از غیر مسلمانان (احتمالاً زرتشتیان) در آنجا حاضر بودند، ابوالهذیل آنچنان استدلال کرد که همه آنها ساکت شدند از این جهت، میلاس، اسلام آورد و مسلمان شد. ابوالهذیل در آخر عمر نابینا و بر طبق آنچه در منابع آمده احتمالاً دچار زوال عقل یا حافظه شده و در سامرا از دنیا رفت. تاریخ مرگش را بین سال‌های ۲۲۶ تا ۲۳۵ گفته‌اند و عمرش را بین ۹۰ تا ۱۰۰ سال.
ابوالهذیل، اولین متفکر و متکلم مسلمان است که از طریق مطالعه ترجمه‌های عربی آثار فیلسوفان یونان از اصول و قواعد فلسفه آگاهی یافته و با تأمل در مسایل فلسفی دوران خود و تألیف کتاب و رساله به لقب «فیلسوف معتزله» مشهور شده‌است. متأسفانه آثار وی از بین رفته و آنچه ما از عقاید و افکارش می‌دانیم از نوشته‌های دیگران است. بنا بر آنچه که از منابع و داستانهایی که از وی نقل می‌کنند بر می‌آید ابوالهذیل، متفکری نیرومند و جامع بوده و علاوه بر مسائل کلامی به مسائل مربوط به انسان و طبیعت نیز اهتمام ورزیده و دربارهٔ اختیار و آزادی انسان و اجسام و اعراض و حرکت و سکون و سایر مسائل فلسفی اندیشیده و به اظهار نظر پرداخته‌است. او اولین متفکری شناخته شده که در عالم اسلام از «جزء لایتجزی» یا «جوهرفرد» سخن گفته و جسم را مرکب از جواهر فرد دانسته‌است. او علاوه بر قدرت و قوت اندیشه، مناظر و مجادلی بسیار نیرومند و قوی بوده و در فن بیان، کمتر کسی یارای برابری با وی را داشته‌است. ابوالهذیل پیروانی یافت که به «فرقه هذلیه یا هذیلیه» معروف شده‌اند.

وی با تأثیرپذیری از فلاسفه نظریه واصل ابن عطا را دربارهٔ اوصاف الهی تعدیل کرد و بر عینیت صفات با ذات تأکید ورزید:
«ان الباری تعالی عالم بعلم و علمه ذاته؛ قادر بقدرة و قدرته ذاته»